# Hà Bắc
Hà Bắc is een voormalige provincie in Vietnam. De provincie is ontstaan in 1962 door de samenvoeging van de provincies Bắc Ninh en Bắc Giang. Deze samenvoeging is in 1996 weer ongedaan gemaakt. De hoofdstad van de provincie was Bắc Giang. De totale oppervlakte was ruim 4600 km².